# Liste von Autoren des Dars-i-Nizami-Curriculums
Dies ist eine Liste von Autoren des Dars-i-Nizami-Curriculums. Sie umfasst auch Kommentatoren usw. Die Schreibungen und Angaben zu den Lebensdaten entstammen (größtenteils unmodifiziert) der Arbeit von Francis Robinson: Ottomans-Safavids-Mughals: Shared knowledge and connective Systems, eine Arbeit, die wiederum angibt, sich auf G. M. D. Sufi (1941: 73–75) zu stützen.

## Übersicht (nach F. Robinson & G. M. D. Sufi)
(Die computergestützte Sortierung ist vorläufig.)
- ʿAbd Allah Nasafi (gest.  1310)
- ʿAla al-Din Quschdschi (gest.  1470)
- ʿAli Akbar Allahabadi
- Asir al-Din al-Abhari (gest. 1264)
- Azud al-Din al-Iji (gest. 1355)
- Baha al-Din ʿAmili (gest. 1621)
- Baizawi (gest. 1480-81).
- Burhan al-Din Marghinani (gest. 1196)
- Husain ibn Tawqani (gest.  1520)
- Husain Khwarazmi
- Ibn Hajib (gest. 1248)
- Jalal al-Din al-Suyuti (gest. 1505)
- Jalal al-Din Dawwani
- Katibi
- Mahmud Chaghmini (gest. 1221)
- Mahmud Kashmiri
- Maibuzi
- Mir Muhammad Zahid al-Harawi (gest. 1699–1700)
- Mir Sayyid Sharif Jurjani (gest. 1413)
- Muhammad ibn Mustafa (gest.  1505-O6)
- Muhib Allah Bihari (gest.  1707-08)
- Mulla Husain ibn Muʿin al-Din
- Mulla Jami aus Herat (gest.  1492)
- Mulla Jiwan aus Amethi (gest. 1718)
- Mulla Mahmud Jawnpuri (gest. 1652)
- Mulla Sadra (gest. 1641)
- Najm al-Din ʿAbd Allah Qazdi (gest. 1606)
- Najm al-Din ʿUmar ibn ʿAli al-Qazwini al-Katibi (gest. 1099)
- Nasir al-Din Tusi (gest. 1274)
- Porphyrius (234–205)
- Qutb al-Din Mahmud ibn Muhammad (gest. 1364)
- Qutb al-Din Razi (gest. 1364-65)
- Saʿd al-Din Taftazani (gest. 1389)
- Shah Wali al-Din Abu ʿAbd Allah al-Khatib (14. Jahrhundert)
- Tahzib Qutbi Qutb al-Din Razi (gest. 1364-65)
- Taj al-Shariʿa Mahmud
- Ubaid Allah ibn Masʿud (gest. 1346-47)
- Zahid ibn Mahmud ibn Masʿud Alwi